# Saraj (Resen)
Le Saraj (macédonien : Сарај) est une ancienne résidence néoclassique située à Resen, en Macédoine du Nord. Elle a été construite au début du XXe siècle par un bey ottoman local, Ahmed Niyazi Bey. Son style architectural en fait un monument unique en Macédoine.
Le nom de « Saraj » vient du turc saray, qui signifie « palais ». Le bâtiment abrite aujourd'hui un musée, une colonie de potiers, une galerie d'art et une bibliothèque.

## Description
Le Saraj fut construit dans le style néoclassique. Il possède un ordonnancement symétrique, marqué par un pavillon central, haut de 25 m et entouré de deux ailes. Il compte une cave, un rez-de-chaussée, un étage et un grenier et fait 4 800 mètres carrés.
Les murs extérieurs font entre 40 et 85 centimètres d'épaisseur. Ils portent de riches détails architecturaux, notamment sur la façade principale. La charpente, à l'origine en bois, a été refaite en acier lors d'une restauration en 1982.

## Histoire

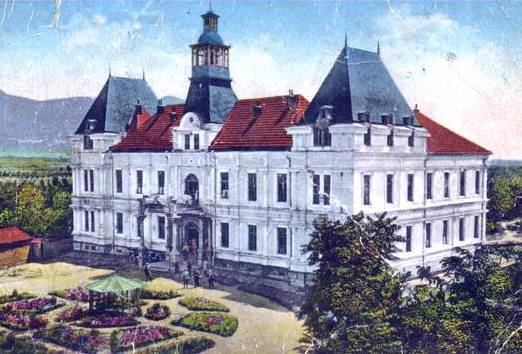
Le Saraj peu après sa construction

Ahmed Niyazi Bey, figure réformatrice et partisan des Jeunes-Turcs, était le bey de la région de Resen à la fin du XIXe siècle et au début du XXe siècle. Il fit construire cette résidence afin d'avoir un domaine dans le style français, peut-être après avoir reçu une carte postale de Versailles.
La construction du Saraj a commencé en 1905 et les extérieurs sont achevés en 1909, après la Révolution Jeune-Turque. Les intérieurs ne sont terminés qu'en 1922, soit après les guerres balkaniques et la Première Guerre mondiale. Ahmed Niyazi Bey, cependant, est décédé en 1912 à Durrës et ne voit jamais la fin des travaux.
Après les guerres balkaniques, la région quitte l'Empire ottoman pour être annexée par la Serbie. Le bâtiment sert alors à loger divers organismes et administrations. Pendant la Seconde Guerre mondiale, il est utilisé par les Occupants. Après 1945, il sert d'hôtel-de-ville puis de bibliothèque et accueille finalement un musée. Ses toitures ont été restaurées à deux reprises, en 1982 et en 2005.

### Usage actuel

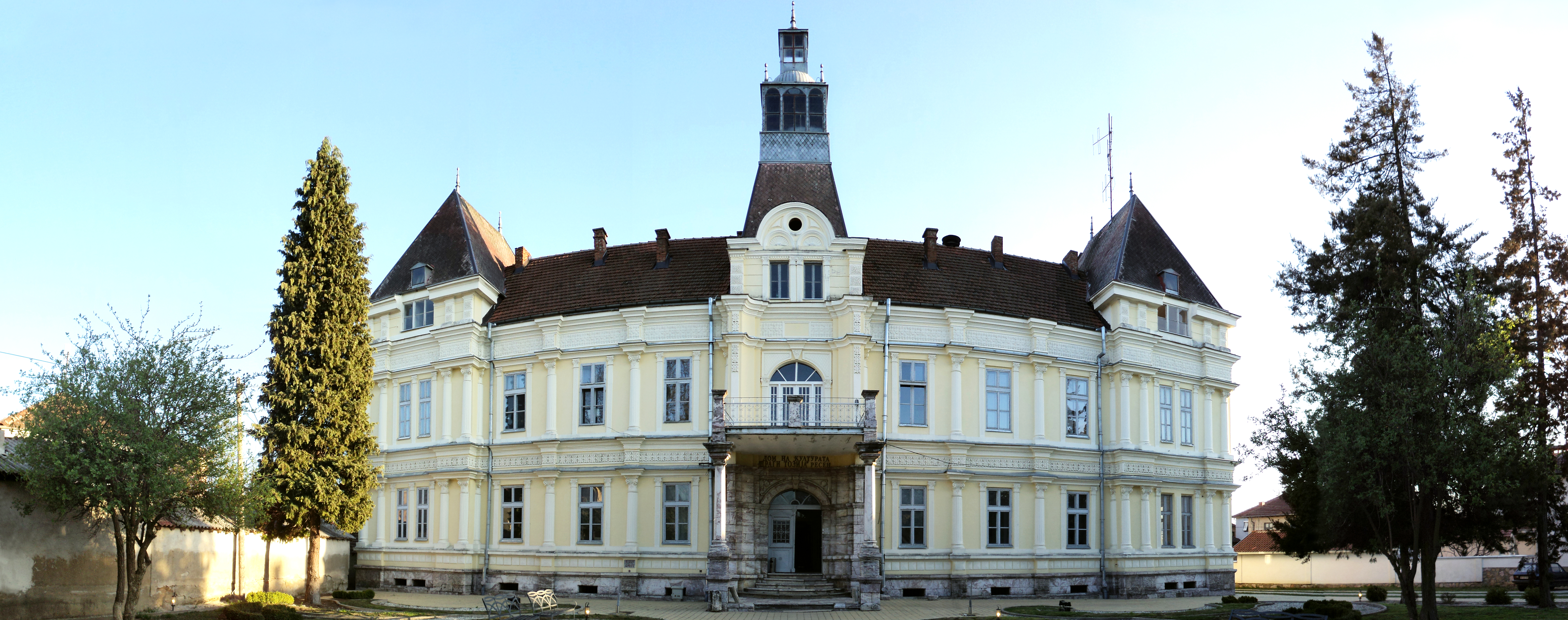
Panorama du Saraj

Le Saraj accueille aujourd'hui la maison de la culture Dragi Toziya, la Colonie de potiers de Resen, la Galerie Keratsa Visoultcheva et une bibliothèque. La maison de la culture est une antenne du musée de Macédoine de Skopje, elle organise par exemple des représentations théâtrales et des lectures d'œuvres littéraires.
La colonie de potiers est membre de l'Académie internationale de la céramique de l'Unesco. La bibliothèque, quant-à-elle, 
compte plus de 31 000 livres.